# Turbicellepora coronopus
Turbicellepora coronopus is een mosdiertjessoort uit de familie van de Celleporidae. De wetenschappelijke naam van de soort is voor het eerst geldig gepubliceerd in 1844 door Wood.